# Zhu Yingwen
Dans ce nom chinois, le nom de famille, Zhu, précède le nom personnel.
Pour les articles homonymes, voir Zhu.
Zhu Yingwen (chinois simplifié : 朱颖文 ; chinois traditionnel : 朱穎文 ; pinyin : Zhū Yǐngwén), née le 9 octobre 1981 à Shanghai, est une nageuse chinoise spécialiste de la nage libre. Elle est médaillée d'argent en relais aux Jeux de 2004.

## Carrière
Lors des Jeux olympiques d'été de 2004, elle monte sur la deuxième marche du podium sur le 4 × 200 m nage libre avec Pang Jiaying, Xu Yanwei et Yang Yu. Deux ans plus tôt, elle a remporté l'or sur le 4 × 200 m nage libre aux Mondiaux en petit bassin.

## Palmarès
| Date | Compétition                  | Lieu         | Place | Course               |
| ---- | ---------------------------- | ------------ | ----- | -------------------- |
| 1998 | Championnats du monde (50 m) | Perth        | 8e    | 4 × 100 m nage libre |
| 2001 | Championnats du monde (50 m) | Fukuoka      | 5e    | 4 × 100 m nage libre |
| 2001 | Championnats du monde (50 m) | Fukuoka      | 9e    | 4 × 200 m nage libre |
| 2002 | Championnats du monde (25 m) | Moscou       | 1re   | 4 × 200 m nage libre |
| 2002 | Championnats du monde (25 m) | Moscou       | 4e    | 4 × 100 m 4 nages    |
| 2002 | Championnats du monde (25 m) | Moscou       | 3e    | 4 × 100 m nage libre |
| 2002 | Jeux asiatiques              | Pusan        | 1re   | 4 × 100 m nage libre |
| 2002 | Jeux asiatiques              | Pusan        | 1re   | 4 × 200 m nage libre |
| 2004 | Jeux olympiques              | Athènes      | 2e    | 4 × 200 m nage libre |
| 2004 | Jeux olympiques              | Athènes      | 8e    | 4 × 100 m nage libre |
| 2004 | Jeux olympiques              | Athènes      | 4e    | 4 × 100 m 4 nages    |
| 2004 | Championnats du monde (25 m) | Indianapolis | 4e    | 4 × 100 m 4 nages    |
| 2004 | Championnats du monde (25 m) | Indianapolis | 4e    | 4 × 200 m nage libre |
| 2005 | Championnats du monde (50 m) | Montréal     | 6e    | 4 × 100 m nage libre |
| 2005 | Championnats du monde (50 m) | Montréal     | 3e    | 4 × 200 m nage libre |
| 2005 | Championnats du monde (50 m) | Montréal     | 4e    | 4 × 100 m 4 nages    |
| 2005 | Championnats du monde (50 m) | Montréal     | 3e    | 50 m nage libre      |
| 2007 | Universiade                  | Bangkok      | 2e    | 4 × 100 m nage libre |
| 2007 | Universiade                  | Bangkok      | 2e    | 4 × 200 m nage libre |
| 2008 | Jeux olympiques              | Palma        | 9e    | 50 m nage libre      |
| 2008 | Jeux olympiques              | Palma        | 6e    | 100 m nage libre     |
| 2008 | Jeux olympiques              | Palma        | 4e    | 4 × 100 m nage libre |